# 阿漕浦駅
阿漕浦駅（あこぎうらえき）は、かつて三重県津市の伊勢電気鉄道本線→近畿日本鉄道（近鉄）伊勢線に設けられていた駅（廃駅）である。

## 駅概要
熊沢一衛率いる伊勢電気鉄道が、拡大政策の一環で津新地駅（津市中心部）から新松阪駅（松阪市南方）に至る路線を開業させた際、設置された駅のひとつである。伊勢電の路線は津新地駅を出た後、S字状にカーブを切って市街地を沿うように線路が敷かれていたが、市の中心部を貫通している岩田川を渡ってまもなくのところ、街を東方向に外れた場所に設けられたのがこの駅であった。この駅をはさむ区間は開業時から廃線時まで終始複線で、駅は相対式ホーム2面2線であったといわれている。
駅名は、岩田川河口以南にある清渚の名称に因み、伝説の海として名前を残すものであった。また駅東方100mのところにある木立の中には、松尾芭蕉が阿漕（阿古木）を詠んだ句碑が存在した。
現在、付近に同名のバス停が設置されている。

## 沿革
- 1930年4月1日 - 津新地 - 新松阪間開業により開設
- 1936年9月15日 - 参宮急行電鉄へ伊勢電気鉄道が合併、参急伊勢線の駅となる
- 1941年3月15日 - 大阪電気軌道と参宮急行電鉄が合併、関西急行鉄道となる
- 1944年6月1日 - 関西急行鉄道と南海鉄道が合併、近畿日本鉄道となる
- 1961年1月22日 - 伊勢線廃止に伴い廃止

## 隣の駅
伊勢電気鉄道
本線
津海岸駅 - 阿漕浦駅 - 結城神社前駅